# Carpenzago
Carpenzago (AFI: /ˈkarpenʦaɡo/; Carpinsagh o Carpensagh in dialetto milanese, AFI: /ˈkarpenʦaːɡ;/) è una frazione di Robecco sul Naviglio in provincia di Milano.

## Storia
La frazione di Carpenzago ha origini antichissime, ascrivibili con tutta probabilità all'epoca celtica. Notizie certe sul nome del borgo le abbiamo a partire dalla metà del Trecento quando esso viene definito "Garbenzago".
Notizie circa l'XI secolo, ci vengono fornite addirittura dall'insigne storico milanese Giorgio Giulini, il quale riferisce nella sua "Storia di Milano" che negli scritti del “privilegio” del 1133 concesso da Papa Innocenzo II alla canonica di Mortara, figurava anche la chiesa di Santa Maria di Carpenzago (oggi demolita), compresa nell'arcidiocesi di Milano.
Da quel momento, quindi, la chiesa entrò nell'orbita dei Canonici Regolari della Chiesa di Santa Croce di Mortara, i quali rimasero in paese sino alla fine del XV secolo quando subentrarono a loro i monaci di Sant'Ambrogio ad Nemus, legati alla potente famiglia locale dei Pietrasanta e già presenti a Casterno dove avevano fondato anche un monastero.
Notizie più precise circa la formazione dell'abitato, si hanno però solo a partire dalla topografia del Catasto teresiano del 1722, da cui si evince che il borgo era essenzialmente costituito da corti rurali, mantenendo questa struttura perlomeno sino a dopo la Seconda guerra mondiale.
Ad oggi la frazione, ad esclusione di una trattoria, non ha alcun servizio e non è raggiunta da mezzi pubblici.

## Edifici notevoli

### Le chiese

#### Chiesa di Sant'Anna
La chiesa di Sant'Anna, edificata alla fine degli anni '70 per sopperire alle esigenze spirituali del piccolo borgo di Carpenzago, andò a sostituire la vecchia chiesa di Santa Maria che aveva origini antichissime (antecedente al Duecento) che era stata demolita proprio nella prima metà del XIX secolo.
La struttura, di semplice fattura, si presenta con una navata unica decorata con finestre a bifore sui lati ed un tettuccio di tegole a protezione del portale d'ingresso, sovrastato da una vetrata a croce. La chiesetta dispone anche di un piccolo campanile al concerto di due campane.

### I mulini

#### Mulino Pietrasanta
Il Mulino Pietrasanta è uno dei più antichi sul territorio dal momento che esso risulta attivo già nel XV secolo quando era noto col nome di "Molinetto dei Frati" in quanto era posto alle dipendenze del monastero di Casterno. Col passaggio di gran parte dei beni ai nobili Pietrasanta, il nome venne mutato nell'attuale.
In esso inoltre si trovava un affresco raffigurante una Madonna col Bambino affiancata da San Sebastiano sotto il quale vi era la data dell'esecuzione "1404" e la firma dell'artista che lo eseguì, Giovanni Molinari. L'affresco, staccato dalla parete originaria, si può oggi ammirare nella chiesa di Sant'Anna di Carpenzago.